# Luis Korda

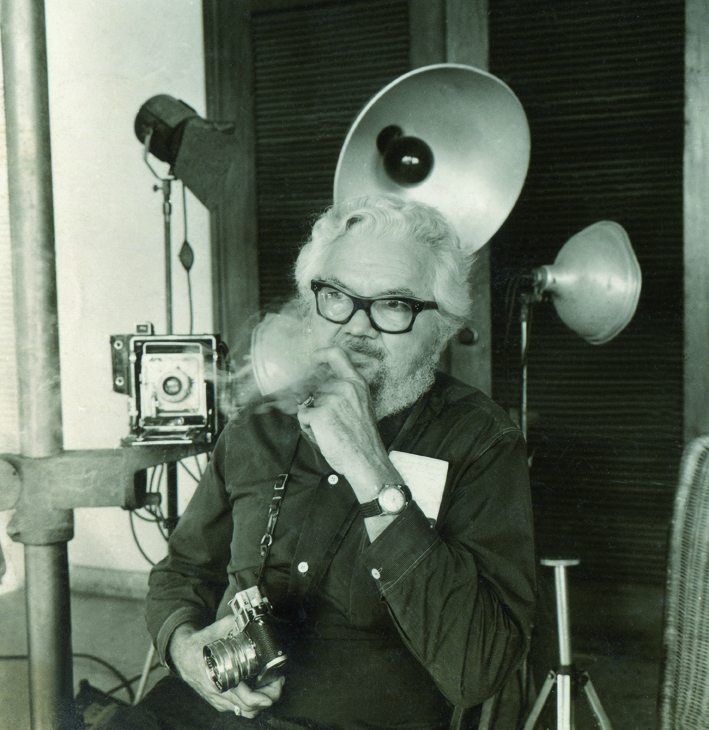
Luis Korda im Studio in Havanna, 1957

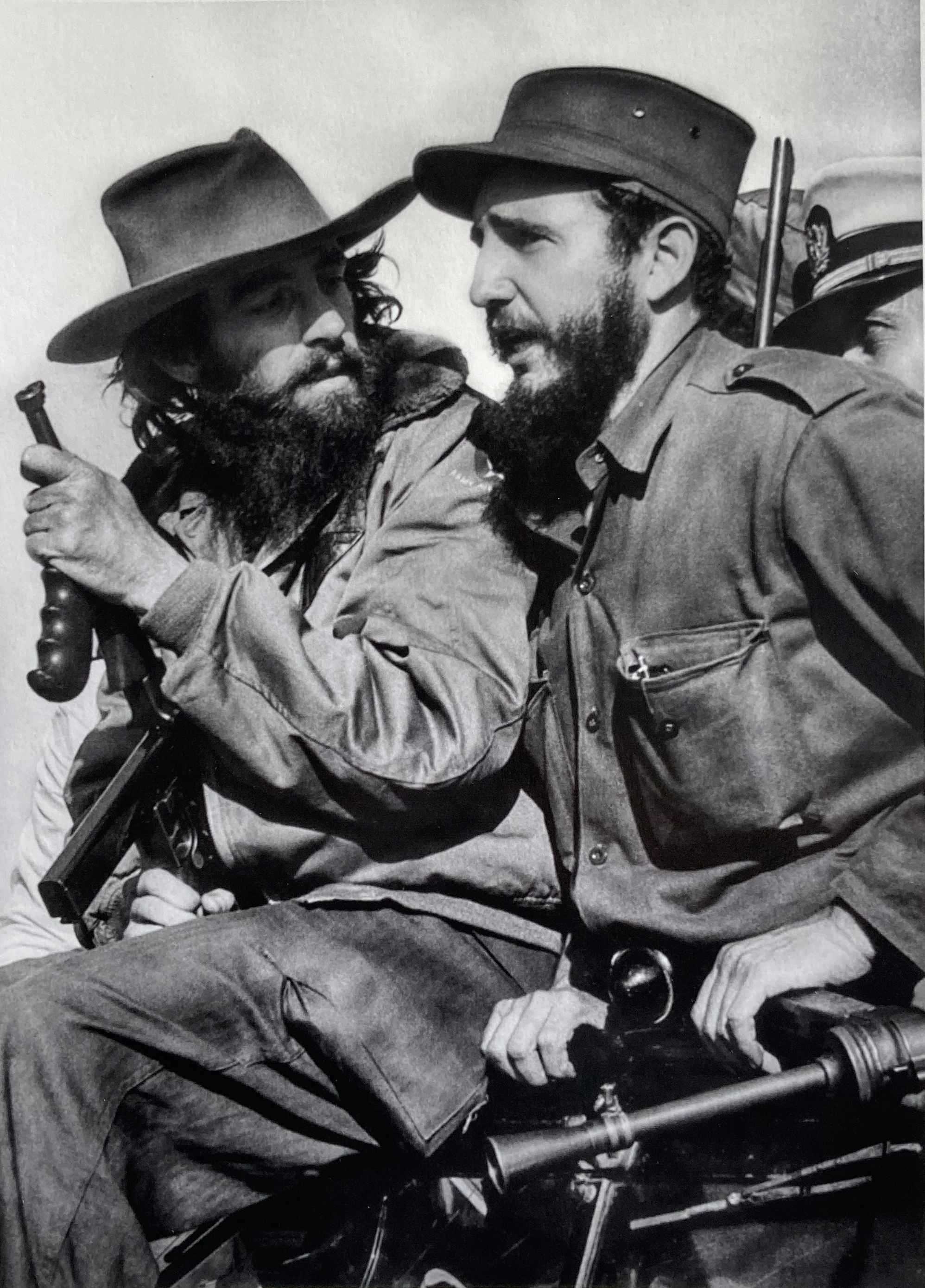
Das wichtigste Foto von Luis Korda und zugleich bedeutendste Foto der kubanischen Revolution: Fidel Castro und Camilo Cienfuegos während ihres Einzugs in Havanna, 8. Januar 1959

Luis Antonio Peirce Byers, bekannt geworden als Korda (* 17. Januar 1912 in Manzanillo (Kuba); † 10. Dezember 1985 in Havanna) war ein kubanischer Fotograf.

## Biografie
Der als Sohn eines nordamerikanischen Minenarbeiters und einer aus Jamaika stammenden Mutter in Manzanillo geborene Luis Antonio Peirce Byers gründete 1956 gemeinsam mit Alberto Díaz Gutiérrez in Havanna das Unternehmen ›Korda Studios‹. Der Firmenname wurde kurzerhand von den bekannten ungarisch-britischen Filmregisseuren Alexander und Zoltan Korda entlehnt und fand schließlich auch für die Künstlernamen für beide Fotografen Verwendung: Luis wurde zu Korda dem Älteren (Luis Korda) und Alberto zu Korda dem Jüngeren (Alberto Korda). Die Dienstleistungen des neuen Unternehmens erstreckten sich von der Mode und klassischen Werbefotografie, etwa für Schallplattenlabel, Versicherungen, die Pharma-Industrie, Reklamefotos für Bacardi und Hatuey, Autovertriebsfirmen etc. bis hin zu Bildreportagen, so zum Beispiel über das bekannteste Autorennen Kubas, der Carrera von Oinar del Rio über Sagua la Grande nach Havanna. Noch vor Oktober 1956 übersiedelten die beiden Fotografen ihr Studio in das Apartment Nr. 2 im ersten Obergeschoss eines Gebäudes gegenüber dem gerade in Entstehung begriffenen Hotel Capri in der Calle 21 (Nr. 15, entre N y O) in Vedado und änderten wenige Wochen später den Namen des Unternehmens in Studios Korda.
Die Ateliergemeinschaft Korda differenzierte weder bei ihren Aufträgen noch bei der Dokumentation zwischen den einzelnen Autoren, eine Eigenschaft, die auch der neutrale, sich mehrfach verändernde Atelierstempel auf den Rückseiten der Papierabzüge veranschaulicht. Luis war ein ausgezeichneter Fotograf und vor allem auch technisch sehr geschickt. Allerdings war er weniger Geschäftsmann und bemühte sich daher nicht besonders intensiv um Aufträge. So ist anzunehmen, dass sein Anteil an fotografischen Werken etwas geringer ausfällt als der seines Partners Alberto. Alberto Díaz fotografierte vor allem als Begleiter und Reisegefährte Fidel Castro, zu dem er ein besonderes Verhältnis hatte, aber auch Ernesto 'Che' Guevara, den er dem Grunde nach ziemlich arrogant hielt, – eine persönliche Einschätzung, die er mit vielen Fotografen teilte.
Die bekannteste Aufnahme von Luis Korda ist zugleich das bedeutendste Foto der kubanischen Revolution und stellt den am 8. Januar 1959 erfolgten Einzug der Revolutionäre in Havanna mit Fidel Castro und Camilo Cienfuegos an ihrer Spitze dar.
Auf Grund der Sorge, dass das privatwirtschaftlich geführte Unternehmen Studios Korda der Verstaatlichung zum Opfer fallen könnte übereigneten Alberto Díaz und Luis Peirce im November 1966, in Form einer Schenkung auf den Tod, sämtliche mit der Revolution in Zusammenhang stehenden Negative an das ›Oficina de Asuntos Historicos‹, das damals von Celia Sánchez geleitet wurde. Dennoch wurde zwei Jahre später, und in Abwesenheit der beiden Korda´s, im Zuge einer der letzten Verstaatlichungsaktionen das Unternehmen am 14. März 1968 behördlich geschlossen, das Bildmaterial als Kulturgut beschlagnahmt und in das vorhin erwähnte Archiv verbracht. Der Großteil der Werbe- und Modefotografien von Alberto, Luis und dem später hinzugekommenen Genovevo Vasquez gingen dabei verloren und damit auch ein sehr wesentliches und bislang kaum verstandenes Kapitel der kubanischen Fotogeschichte.
Luis Korda arbeitete nach der Schließung der Studios Korda für das satirische Wochenmagazin Palante und für das Wochenmagazin Bohemia.